# Lazare Meerson
Lazare Meerson (in russo Лазарь Меерсон; Varsavia, 8 luglio 1900 – Londra, 28 giugno 1938) è stato uno scenografo russo.
Ha preso parte a molti film negli anni venti e trenta, tra cui La cittadella (1938), A me la libertà (candidatura ai Premi Oscar 1932 nella categoria migliore scenografia), Il denaro (1928), Il sentiero della felicità (1935), Per le vie di Parigi (1933) e Sotto i tetti di Parigi (1930).

## Biografia
Meerson morì all'improvviso a soli trentasette anni, nel giugno 1938, poche settimane dopo la fine delle riprese de La cittadella.

## Filmografia
- Il fu Mattia Pascal (Feu Mathias Pascal), regia di Marcel L'Herbier (1926)
- Carmen, regia di Jacques Feyder (1926)
- Nocturne, regia di Marcel Silver (1927)
- Un cappello di paglia di Firenze (Un chapeau de paille d'Italie), regia di René Clair (1928)
- I due timidi (Les Deux Timides), regia di René Clair (1928)
- Cagliostro - Liebe und Leben eines großen Abenteurers, regia di Richard Oswald (1929)
- La contessa Alessandra o L'ultimo treno da Mosca (Knight Without Armour), regia di Jacques Feyder  (1937)
- Il trionfo della primula rossa
- La cavalcata delle follie
- La cittadella (The Citadel), regia di King Vidor (1938)